# Phymatostetha stellata
Phymatostetha stellata is een halfvleugelig insect uit de familie schuimcicaden (Cercopidae). De wetenschappelijke naam van deze soort is voor het eerst geldig gepubliceerd in 1844 door Guérin-Méneville.